# Ужицька Республіка
Ужицька Республіка (сербохорв. Užička Republika / Ужичка Република) — територія в західній Сербії з центром в місті Ужиці, короткочасно контрольована комуністичними югославськими партизанами після витіснення пронімецьких і окупаційних військ у вересні-жовтні 1941 року. В кінці листопада-грудні 1941, знов захоплена окупаційними військами і колабораціоністськими формуваннями.
Ужицька Республіка розташовувалася на схід від річки Дрина, на захід від річка Морава, на північ від Новопазарського Санджака і на південь від міста Валево.
Населення становило близько 300 000 осіб. 

## Посилання

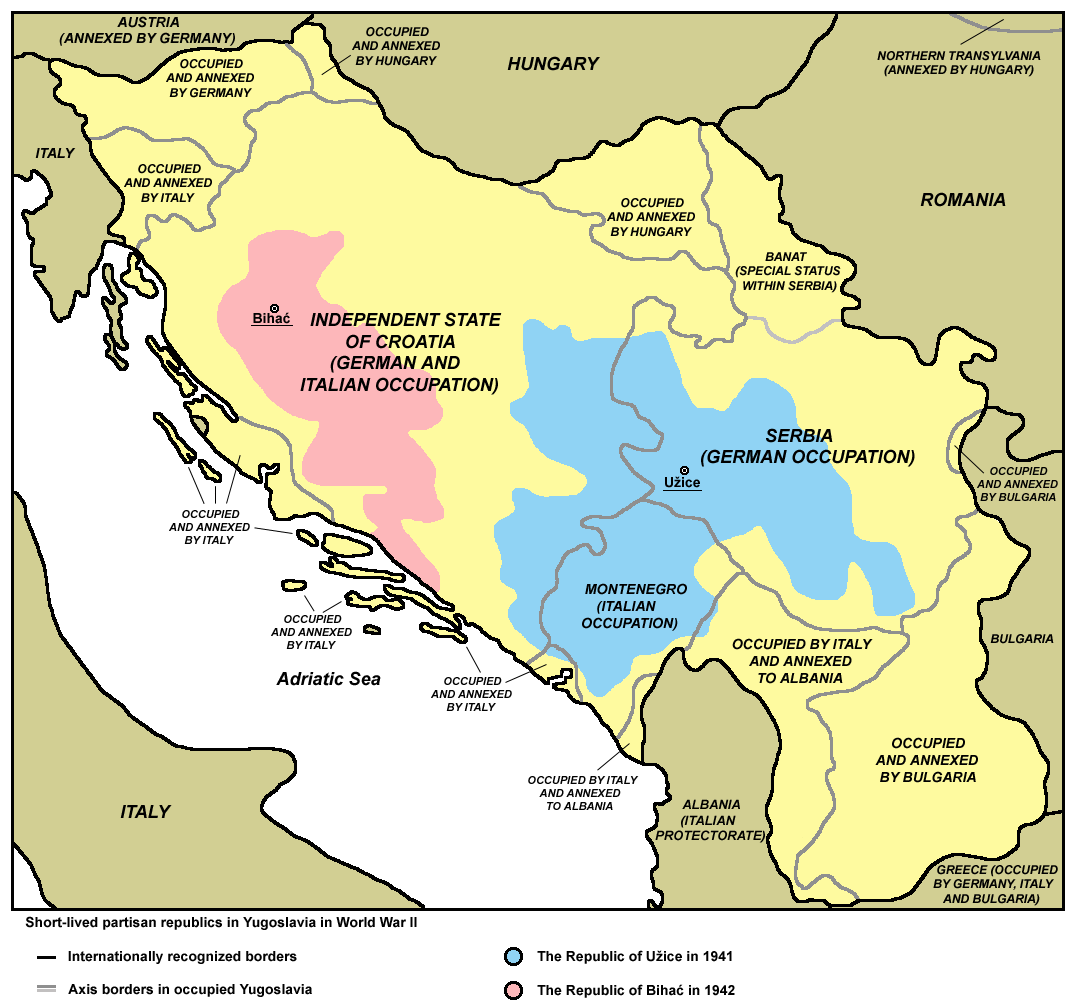
Ужицька Республіка. Кордони, показані для колабораціоністських держав часів Другої Світової війни.
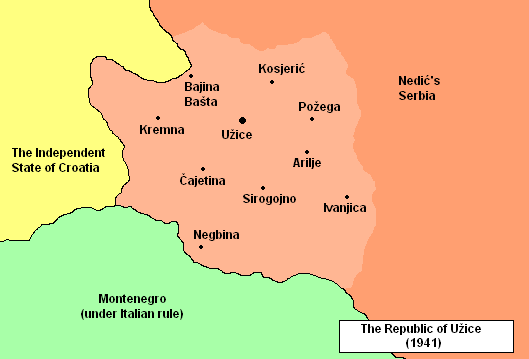